# 地誌學
地誌學，字面意義為「地區的記述」，亦稱地方志或方志學。其範圍約可包括縣志、省志、區域志、一統志、遊記、外國誌等等。自19世紀現代科學的地理學發展後，地誌學漸被「區域地理學」所代替。